# Broken Hill 1
Broken Hill 1 es uno de los nombres de catálogo de un cráneo fósil de un hominino, posiblemente un Homo heidelbergensis, que se encontró en un cantera en 1921 por Tom Zwiglaa, uno de los cateros, por lo que no pudo estudiarse en contexto, así que la datación tiene un margen muy amplio, con lo que la antigüedad está entre 125 000 y 300 000.
El nombre de Broken Hill es porque durante la época colonial la localidad, perteneciente a Rodesia del Norte, recibía ese nombre, anteriormente y en la actualidad conocida como Kabwe, en Zambia, otros nombres o catalogaciones son: BMNH 686, Hombre de Rodesia, Kabwe E686, cráneo de Kabwe y Kabwe 1.
Homo heidelbergensis, Woodward asignó el fósil Broken Hill 1 a una nueva especie, Homo rhodesiensis, si bien ahora la mayor parte de los científicos la asignan a H. heildelbergensis.

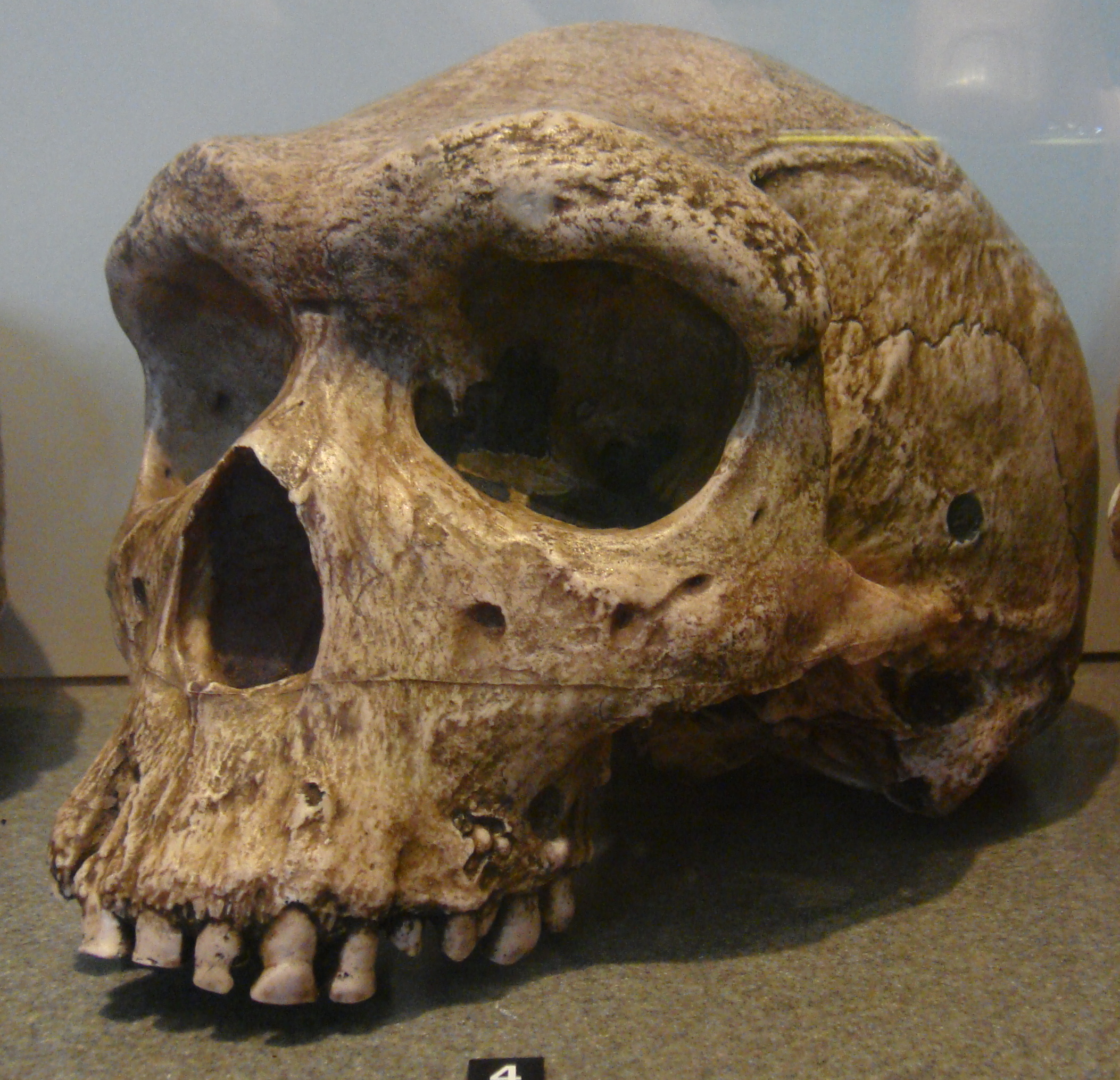
Réplica del cráneo de Kabwe en el museo Kelvingrove de Glasgow. Este individuo de H. heildelbergensis de entre 125 y 300 mil años padecía caries en diez de sus dientes superiores, el caso más antiguo datado.

A. S. Woodward (1921) || 

## Clasificación
"En nuestro análisis, los racimos de ceprano con otros especímenes del Pleistoceno de Europa, África y Asia, como Petralona, Dali, Kabwe, Jinniu Shan, Steinheim y SH5, proporcionan un vínculo fenético bastante plesiomórfico entre ellos. Sobre la base de esta afinidad morfológica Parece apropiado agrupar a Ceprano con estos fósiles, y considerarlos como un solo taxón. El nomen disponible para esta especie putativa es H. heidelbergensis , cuyo carácter distintivo se basa en la retención de una serie de rasgos arcaicos combinados con características que son más derivadas. e independiente de cualquier ascendencia neandertal. [...] Este resultado sugeriría que H. ergaster sobrevivió como una especie distinta hasta 1 Ma, y descartaría la validez de la especie H. cepranensis [...] Por lo tanto, podemos incluir la los llamados "Ante-neandertales" de Europa en la misma unidad taxonómica con otras muestras del Pleistoceno medio de África y Asia continental. Combinando los resultados de los dos enfoques de nuestro análisis fenético Es decir, Ceprano debería ser acomodado razonablemente como parte de un taxón humano del Pleistoceno medio H. heidelbergensis , que incluiría especímenes europeos, africanos y asiáticos. Además, la combinación de características arcaicas y derivadas exhibidas por el espécimen italiano representa un "nodo" que conecta los diferentes polos de una humanidad tan polimórfica ".